# Gare de Oujhorod
La gare de Oujhorod (ukrainien : Ужгород (станція)) est une gare ferroviaire située dans la ville de Oujhorod en Ukraine.

## Histoire
La gare est ouverte en 2004 et fait partie de la ligne de chemin de fer Ligne Lviv-Stryï-Tchop, c'est le lieu de passage de la frontière. Elle reprend un ancien projet de gare soviétique de gare pour les J.O. de 1980 qui n'a jamais abouti.

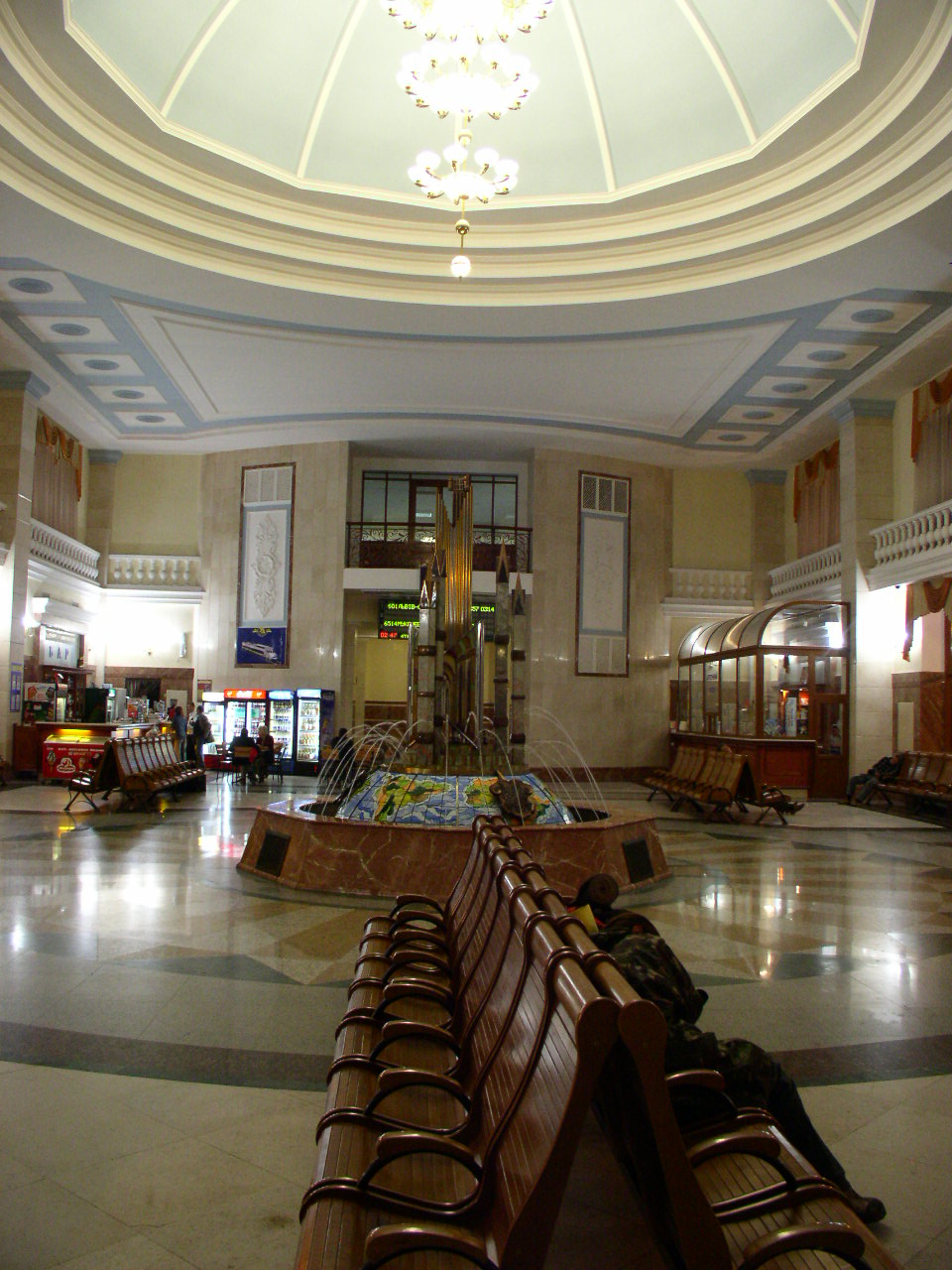
Hall avec fontaine.